# Friedrich Gilly
Friedrich Gilly (Dąbie, Estetino, 16 de fevereiro de 1772 — Carlsbad, 3 de agosto de 1800) foi um arquiteto, construtor e urbanista alemão da época neoclassicista. Filho do arquiteto David Gilly, Friedrich era descendente de uma família Huguenote em Nîmes, Französisch Buchholz que se tinha estabelecido em Berlim em finais do século XVII.
Em 1788 matriculou-se na Akademie der Bildenden Künste em Berlim, na qual foi aluno de Carl Gotthard Langhans e Johann Gottfried Schadow. Nos princípios Friedrich exercia no âmbito da arquitetura neogótica mas mais tarde passou a abraçar a corrente neoclássica. Visitou a Inglaterra e França; na Alemanha tornou-se professor de geometria.
Apesar de sua curta carreira, interrompida pela morte prematura, Friedrich elaborou numerosos projetos que acabaram por não se concretizar, como é exemplo o Monumento de Frederico II e o Teatro Nacional de Berlim. O primeiro, caracteriza-se por uma original forma prismática; o segundo é extremamente moderno para a época.

## Obras de Friedrich Gilly

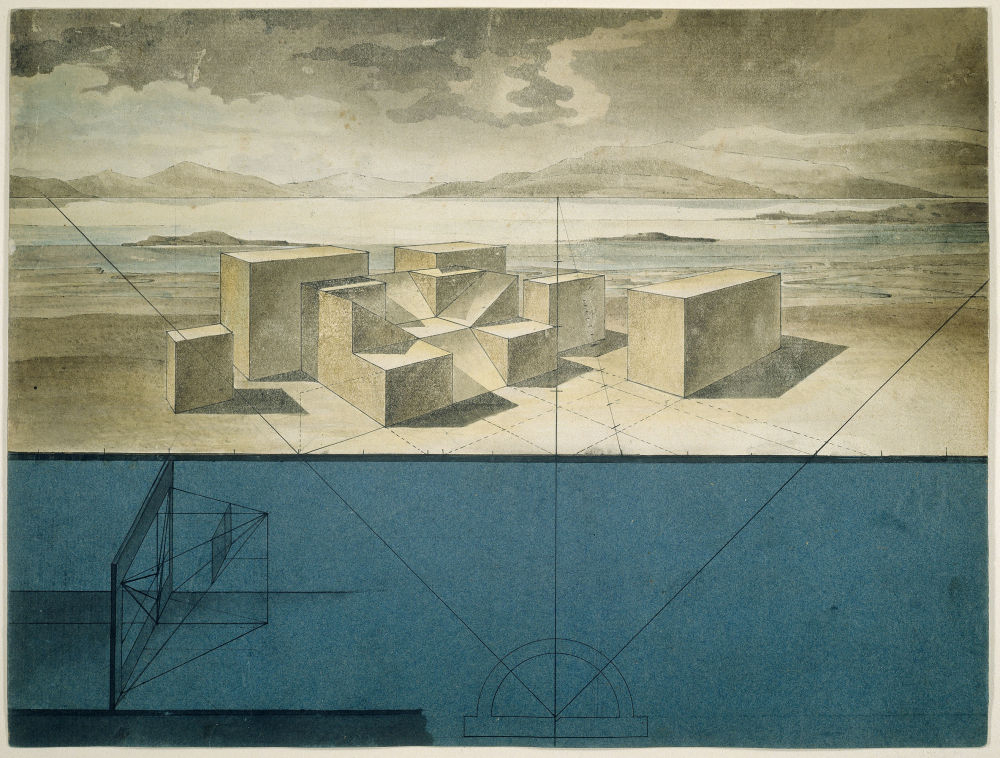
Perspektivisches Studienblatt, 1798
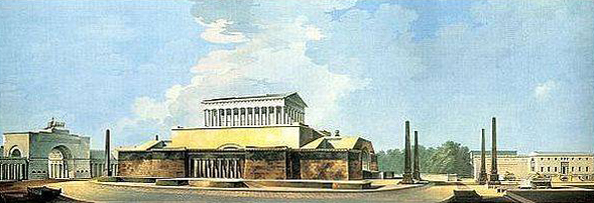
Projeto de Gilly para o monumento de Frederico II da Prússia, Berlim, 1797
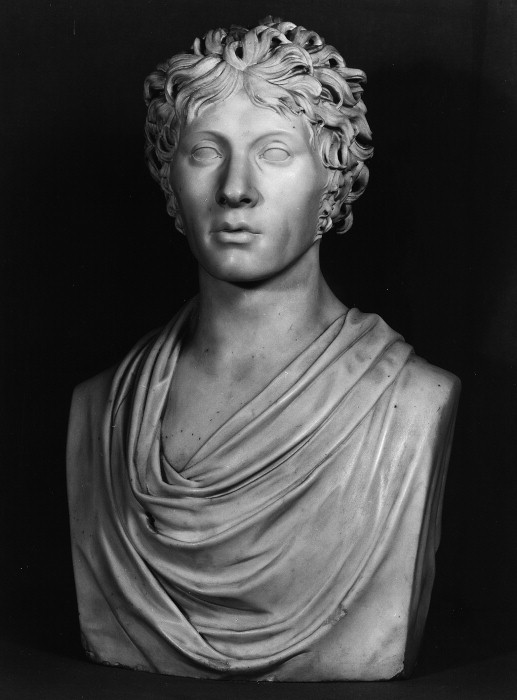
Friedrich Gilly. Busto da autoria de Gottfried Schadow